# تشارلز غراهام (لاعب اتحاد الرغبي)
تشارلز غراهام (بالإنجليزية: Charles Graham)‏ هو لاعب اتحاد الرغبي أسترالي، ولد في 4 يونيو 1876 في Castlereagh, New South Wales ‏ في أستراليا، وتوفي في 1944.